# French Open 2019 (gra podwójna na quadach)
French Open 2019 – gra podwójna na quadach – zawody deblowe na quadach, rozgrywane w ramach drugiego w sezonie wielkoszlemowego turnieju tenisowego, French Open. Zmagania miały miejsce w dniach 6–8 czerwca na ceglanych kortach Stade Roland Garros w 16. dzielnicy francuskiego Paryża.

## Zawodnicy rozstawieni
| Numer | Tenisiści                 | Osiągnięcie |
| ----- | ------------------------- | ----------- |
| 01    | Dylan Alcott David Wagner | zwycięstwo  |
| 02    | Ymanitu Silva Koji Sugeno | finał       |

## Drabinka

#### Klucz
- w/o – walkower
- k – krecz
- d – dyskwalifikacja
- Q – kwalifikant
- WC – dzika karta
- LL – szczęśliwy przegrany
- Alt – zawodnik zastępczy
- PR – ochrona rankingu
- SE – specjalna przepustka
- ITF – ranking ITF
- JE – ranking juniorski

### Faza finałowa
|  |       |                           |   |   |  |
|  | Finał |                           |   |   |  |
|  |       |                           |   |   |  |
|  |       |                           |   |   |  |
|  |       |                           |   |   |  |
|  | 1     | Dylan Alcott David Wagner | 6 | 6 |  |
|  | 1     | Dylan Alcott David Wagner | 6 | 6 |  |
|  | 2     | Ymanitu Silva Koji Sugeno | 3 | 3 |  |
|  | 2     | Ymanitu Silva Koji Sugeno | 3 | 3 |  |
|  |       |                           |   |   |  |

## Pula nagród
| Runda     | Punkty |
| Zwycięzcy | 800    |
| Finaliści | 100    |